# NGC 7625
NGC 7625 este o interacțiune de galaxii situată în constelația Pegas. A fost descoperită în 15 octombrie 1784 de către William Herschel. Se află la o distanță de 24,8 de megaparseci de Pământ.